# Тихонов, Михаил Тихонович
Михаил Тихонович Тихонов, или Тиханов (1789 — 7 октября 1862) — русский художник, который сопровождал капитана Василия Головнина во время кругосветного путешествия на борту шлюпа «Камчатка».

## В Академии художеств
Родившись крепостным в 1789 году, Тихонов обнаружил большой художественный талант и в возрасте семнадцати лет был послан своим хозяином князем Николаем Голицыным в Императорскую Академию художеств в Санкт-Петербурге с годовым содержанием в 300 рублей. В годы обучения в Академии показывал успехи, в 1808 и 1809 годах был награждён второй серебряной медалью за зарисовки с натуры.
В 1813 году Тихонов принял под руководством Василия Шебуева участие в конкурсе по программе «изобразить верность Богу и Государю русских граждан, которые, быв расстреливаемы в Москве, с твердым и благочестивым духом шли на смерть, не соглашаясь исполнить повеление Наполеоново». Его конкурсная работа заняла второе место, но он так и не получил малую золотую медаль «за неимением вольности». В настоящее время картина Тихонова «Расстрел французами русских патриотов в Москве в 1812 году» находится в собрании Русского музея. Вольную Тихонов получил не позднее 21 августа 1815 года.

## Плавание на «Камчатке»
Окончив Академию в 1815 году со званием художника и чином 14-го класса, он работал в ней до 1817 года, когда был рекомендован её президентом Алексеем Олениным на пост экспедиционного художника в кругосветную экспедицию капитана Василия Головнина на шлюпе «Камчатка». Накануне экспедиции, будучи в Приютино, усадьбе Оленина, Тихонов зарисовал брамина Нам-Джоги-Алана, который приехал в Петербург из Индии, чтобы подать прошение русскому императору.
Во время плавания с 1817 по 1819 годы Тихонов написал не менее 43 картин в Атлантике, Тихом океане, русской Северной Америке, Калифорнии и на Гавайях. Он написал портреты короля гавайцев Камеамеа I и гавайского вождя Боки, русского правителя Америки Александра Андреевича Баранова. По оценке исследователя Гавайев Дэвида У. Форбса, работы Тихонова принадлежат к числу «самых таинственных, завораживающих изображений обитателей тихоокеанских островов». В Северной Калифорнии выполнил единственные сохранившиеся изображения индейского племени Миуок, населявшего берега бухты Бодега; среди них портрет юноши по имени Бальтасар.

## Поздние годы
На пути домой в 1818 году Тихонов серьёзно заболел в то время, когда «Камчатка» была в Маниле на Филиппинах. У него начало проявляться психическое расстройство и по возвращении в Санкт-Петербург он был помещён в лазарет Академии художеств, где непродолжительное время показывал признаки улучшения и даже начал работать над рисунками из путешествия. Однако здоровье так и не вернулось к нему, по рекомендации врача Академии он был переведён в городскую психиатрическую больницу, где пробыл до 1822 года. Пока Тихонов находился в больнице, некая вдова Мария Чистякова пыталась женить его на своей дочери. Однако этого не позволил Алексей Оленин, поскольку считал, что Чистякову интересует только капитал художника.
Всю остальную часть своей жизни Тихонов жил на годовое пособие в 600 рублей, предоставленное правительством. Сначала он находился на попечении своего коллеги художника Лучанинова, а после его смерти в 1824 году и до собственной смерти в 1862 году — на попечении его вдовы.

## Наследие
Поскольку после смерти Тихонова не нашлось его наследников, на оставшиеся его небольшие сбережения в 2000 рублей академией была учреждена стипендия его имени.
С части цветных акварелей Тихонова, выполненных им в экспедиции на «Камчатке», были сделаны чёрно-белые гравюры, которые были позднее опубликованы в отчёте Головнина об экспедиции. Однако большинство работ Тихонова так и не стало при его жизни достоянием широкой публики. Сейчас его работы находятся в различных музеях России, а его цветные акварели из экспедиции на «Камчатке» — в музее Российской Академии художеств в Санкт-Петербурге.

Примеры работ Тихонова
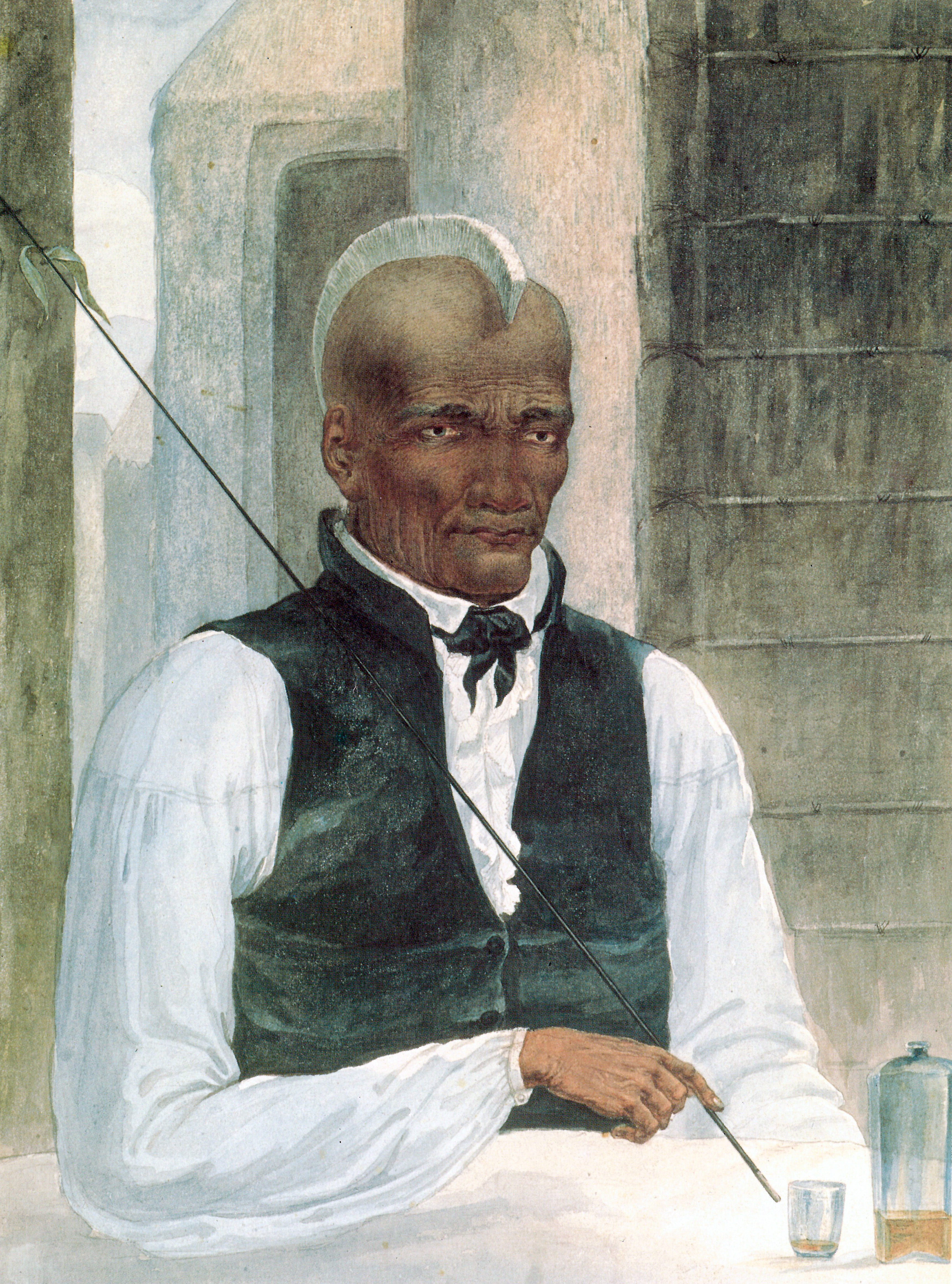
Камеамеа, король сандвичан, 1818
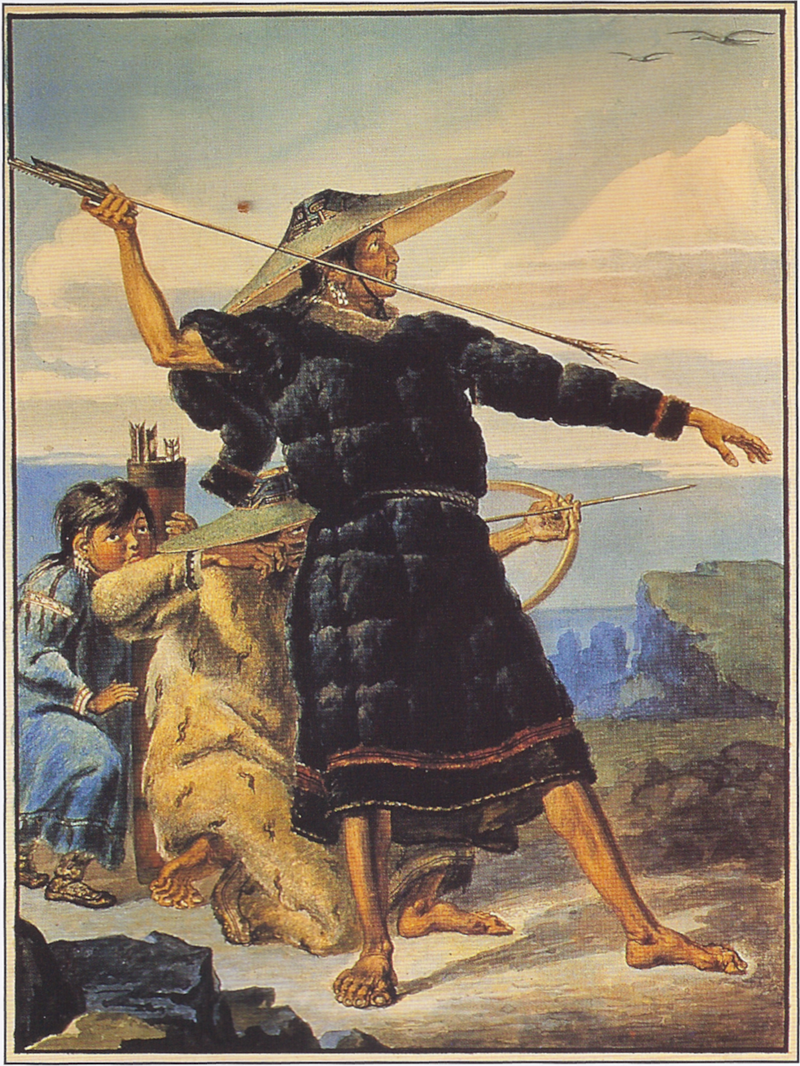
Алеут в праздничном платье на Аляске, 1818
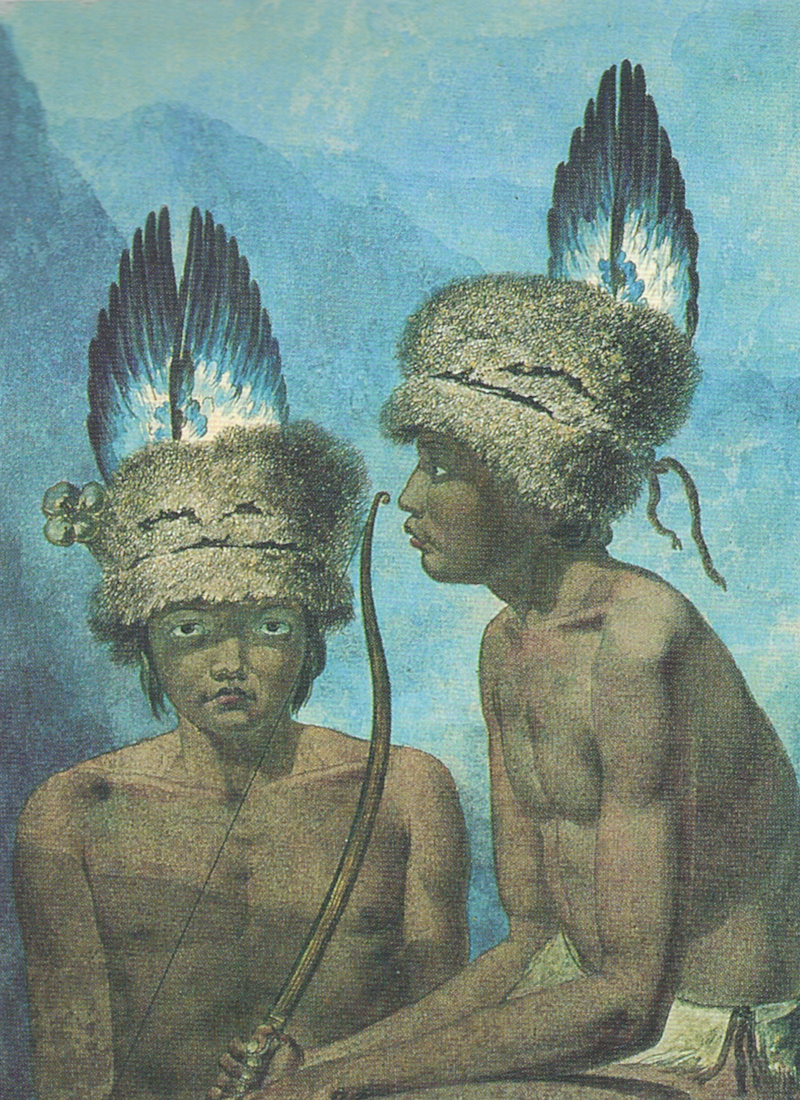
Бальтазар, житель Северной Калифорнии, 1818
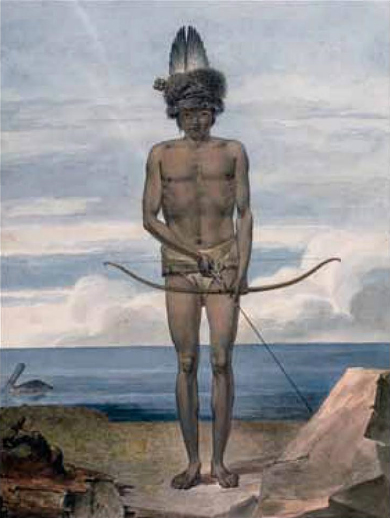
Бальтазар, Румянцевский порт, Калифорния, 1818
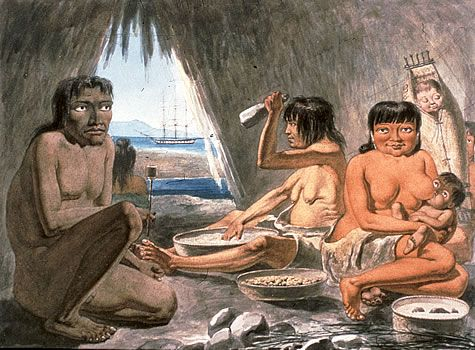
Повседневная жизнь в Румянцевском заливе, Калифорния, 1818
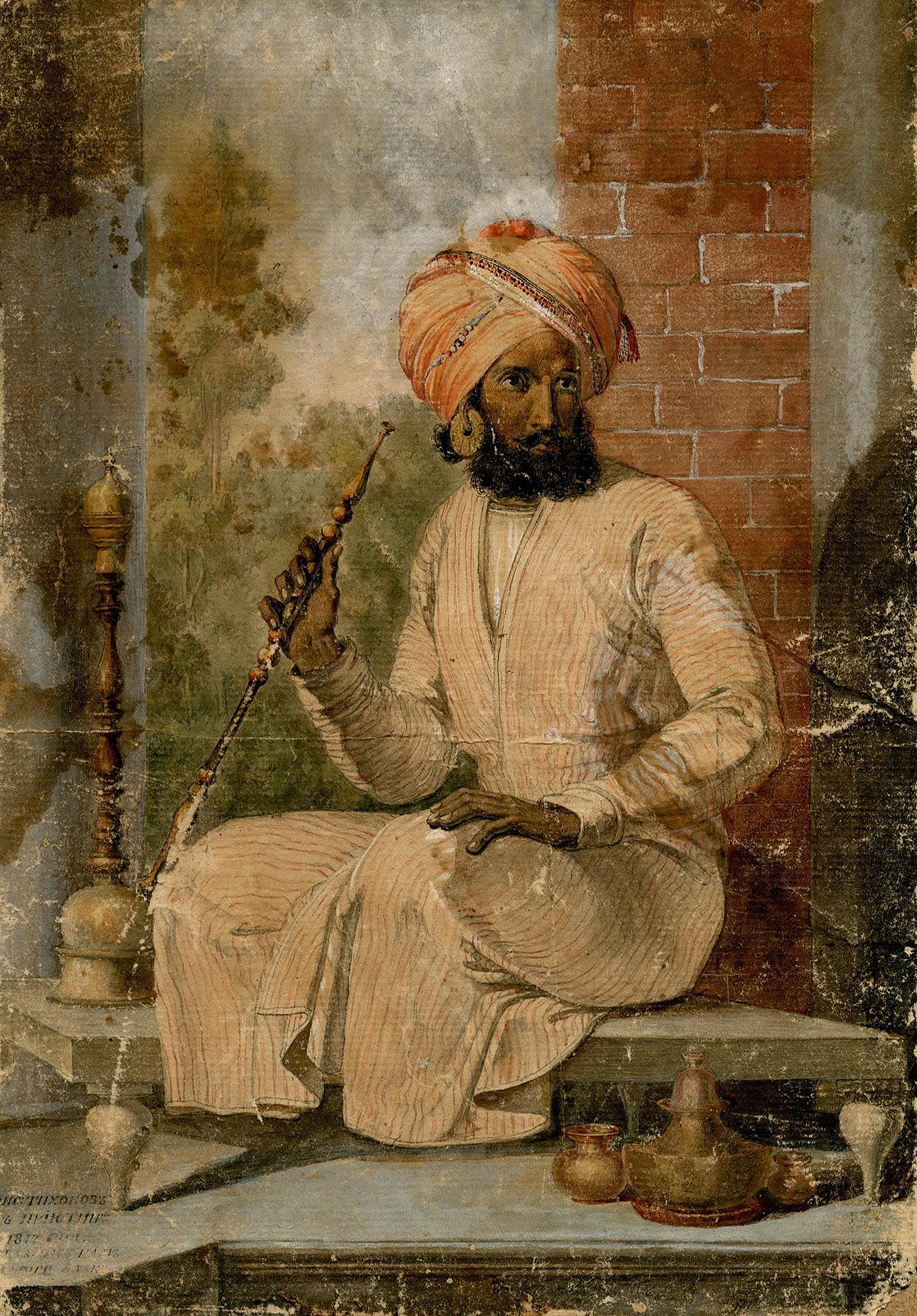
Портрет брамина Нам-Джоги-Алана, 1817
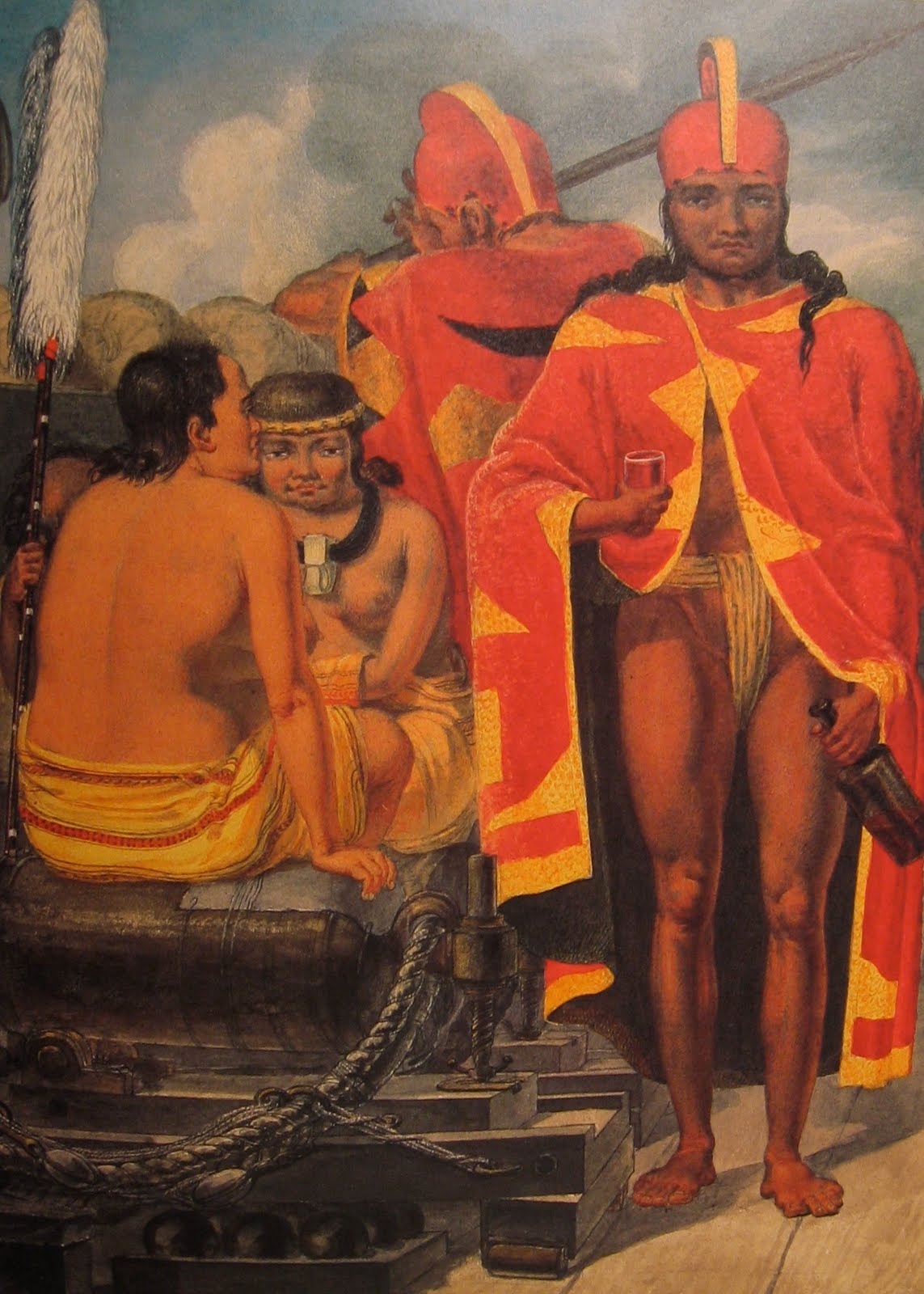
Боки, вождь оаху и Хекили, флотоводец, 1818
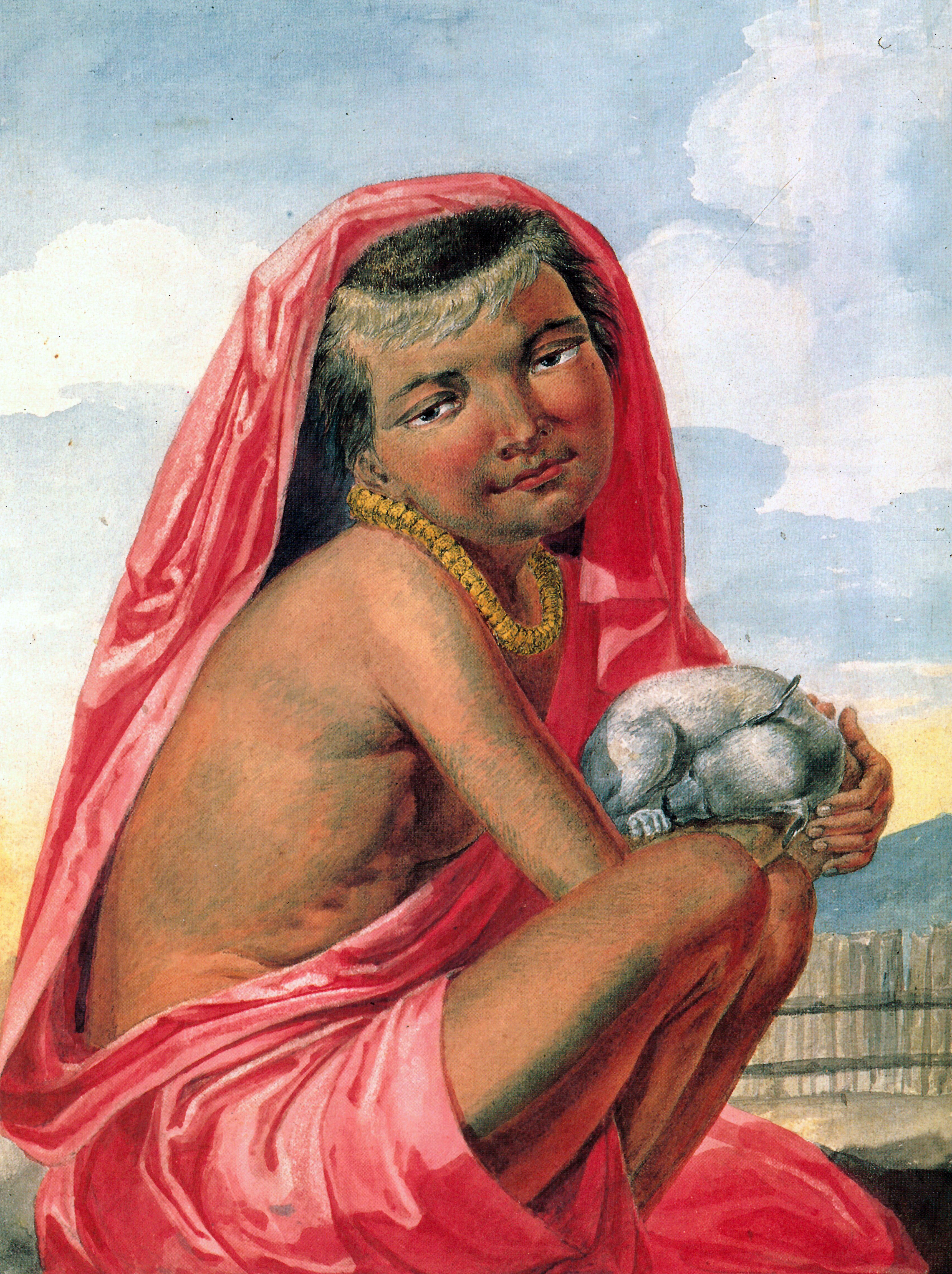
Юная девушка с Сандвичевых островов, 1818